# Bob Crosby
George Robert "Bob" Crosby (Spokane, Washington, EUA, 23 de agosto de 1913 – La Jolla, Califórnia, EUA, 9 de março de 1993) foi um cantor norte-americano e líder de banda de estilo dixieland e vocalista, conhecido por formar o grupo musical chamado Bob Cats. Irmão mais novo do cantor e ator Bing Crosby.